# Троїцька сільська рада (Глобинський район)
Троїцька сільська рада — колишній орган місцевого самоврядування у Глобинському районі Полтавської області з центром у селі Троїцьке. Населення сільської ради на 1 січня 2011 року становить 1083 осіб. Раді підпорядковані 2 населені пункти: с. Троїцьке, с. Сиротенки.

## Географія
Фрунзівська сільська рада розташована у лісостеповій зоні. Ґрунти переважно чорноземні.
Сільська рада межує з Пузиківсько, Кринківською, Манжеліївською сільськими радами. Територію Фрунзівської сільської ради пересікає автотраса районного значення Глобине — Федорівка.
На території сільської ради розташовано 6 ставків, у тому числі: у селі Троїцьке — 4 ставки та у селі Сиротенки 2 ставки.

## Історія
У 1954 році Фрунзівська сільська рада і Сиротенківська сільська рада, об'єднались з утворенням Фрунзівської сільської ради з двома населеними пунктами: с. Троїцьке та с. Сиротенки.

## Населення
На території Троїцької сільської ради розташовано 2 населені пункти з населенням на 1 січня 2011 року 1083 осіб
| № | Назва села   | 2001 чол. | 2011 чол. |
| - | ------------ | --------- | --------- |
| 1 | с. Троїцьке  | 840       | 783       |
| 2 | с. Сиротенки | 346       | 300       |
|   | всього       | 1236      | 1083      |

## Влада
- Сільські голови[1]:
Клепач Іван Антонович
Череп Дмитро Костович
Дробаха Віра Іванівна
Пасічник Микола Іванович
Пархоменко Олександр Хрисанфович
Яцун Віталій Григорович
Бугай Микола Олександрович
Сніг Любов Олександрівна (нині)
- 16 депутатів сільської ради VI скликання[1]:
  1. Костенко Олександр Антонович
  2. Михайлик Сергій Васильович
  3. Плужник Валентина Іванівна
  4. Усков Анатолій Олексійович
  5. Бугай Віталій Віталійович
  6. Буряк Людмила Віталіївна
  7. Михайлик Василь Олександрович
  8. Оченаш Людмила Володимирівна
  9. Михно Ганна Віталіївна
  10. Пасічник Микола Іванович
  11. Пулях Володимир Михайлович
  12. Вознюк Надія Григорівна
  13. Кононенко Галина Василівна
  14. Самойленко Микола Миколайович
  15. Павленко Микола Іванович
  16. Даниленко Олександр Миколайович

## Економіка
Виробнича спеціалізація підприємств та господарств розташованих на території сільської ради: вирощування зернових і технічних культур.
| № | Назва підприємства                                    | П. І. П. керівника                | Вид діяльності          |
| - | ----------------------------------------------------- | --------------------------------- | ----------------------- |
| 1 | ВП агрофірма «Троїцька» ТОВ ІПК «Полтавазернопродукт» | Мироненко Микола Федорович        |                         |
| 2 | СФГ «Сяйво»                                           | Пасічник Володимир Васильович     | Фермерське господарство |
| 3 | СФГ «Мрія»                                            | Костенко Віктор Олександрович     | Фермерське господарство |
| 4 | СФГ «Успіх»                                           | Усков Анатолій Олексійович        | Фермерське господарство |
| 5 | СФГ «Добробут»                                        | Пулях Володимир Михайлович        | Фермерське господарство |
| 6 | СФГ «Надія»                                           | Грицюта Віра Іванівна             | Фермерське господарство |
| 7 | СФГ «Любава»                                          | Демченко Валентина Василівна      | Фермерське господарство |
| 8 | СФГ «Алга»                                            | Гаценко Олександр Васильович      | Фермерське господарство |
| 9 | СФГ «Таїса»                                           | Козиренко Олександр Володимирович | Фермерське господарство |

## Інфраструктура
На території сільради діють:
- Троїцька загальноосвітня школа I—II ступенів
- Дитячий садок Троїцької сільської ради
- Троїцький фельдшерсько-акушерський пункт
- Сиротенківський фельдшерський пункт
- Троїцький сільський будинок культури
- Троїцька бібліотека

## Архітектурні, історичні та археологічні пам'ятки
Серед пам'яток на території сільської ради є:
- У центрі с. Фрунзівка в 1961 році встановлено пам'ятник воїнам Радянської армії і воїнам-односельцям, які загинули у боях за Батьківщину у 1941—1945 роках, визволяючи село Фрунзівку. Біля цього пам'ятника встановлена стела на якій викарбувано імена односельців, які загинули на фронтах Радянсько-німецької війни 1941—1945 років, а також імена воїнів Радянської армії, які загинули у боях за 1941—1945 роки.
- У 1968 році встановлено пам'ятник Фрунзе Михайлу Васильовичу, військові частини якого выдвоювали село у денікінців.
- У 1984 році встановлено пам'ятник односельцю, Герою Радянського Союзу Радянсько-німецької війни 1941—1945 років — Чорноволенку Івану Гнатовичу.
- У 2008 році на кладовищі у селі Фрунзівка встановлений пам'ятник жертвам Голодомору 1932—1933 років в Україні.
- У центрі села Сиротенки у 1961 році встановлено пам'ятник воїнам Радянської армії і воїнам-односельцям, які загинули на війні у 1941—1945 роках, визволяючи село Сиротенки. Біля цього пам'ятника встановлена стела на якій викарбувано імена односельців, які загинули на фронтах Радянсько-німецької війни 1941—1945 років, а також імена воїнів Радянської армії, які загинули у боях у 1941—1945 роках, визволяючи село Сиротенки.

## Особистості
- Чорноволенко Іван Гнатович — Герой Радянського Союзу. Загинув при форсуванні Дніпра у 1943 році у районі острова Хортиця Запорізької області.
- Найда Сергій Федорович (І903-І983) — генерал-майор, доктор історичних наук, заслужений діяч науки РРФСР, учасник Радянсько-німецької війни, працював викладачем Ленінградського вищого військово-морського Інженерного училища, начальником управління Наркомату Військово-Морського флоту, головним редактором журналів «Морской сборник», «Вопросы истории». Нагороджений орденами Червоного прапора, Трудового Червоного Прапора, Вітчизняної війни І та II ступеня, двома орденами Червоної Зірки, багатьма медалями.
- Шаповажов Іван Савелійович (І8І7-І890) — засновник першої майстерні мозаїки у Російській імперії. Брав участь в оформленні Успенського собору, автор багатьох творів.
- У селі Фрунзівка народився дід російського композитора Петра Ілліча Чайковського Чайковський Петро Федорович.